# Calathodes oxycarpa
Calathodes oxycarpa là một loài thực vật có hoa trong họ Mao lương. Loài này được Sprague mô tả khoa học đầu tiên năm 1919.